# Amtsgericht Wolfenbüttel

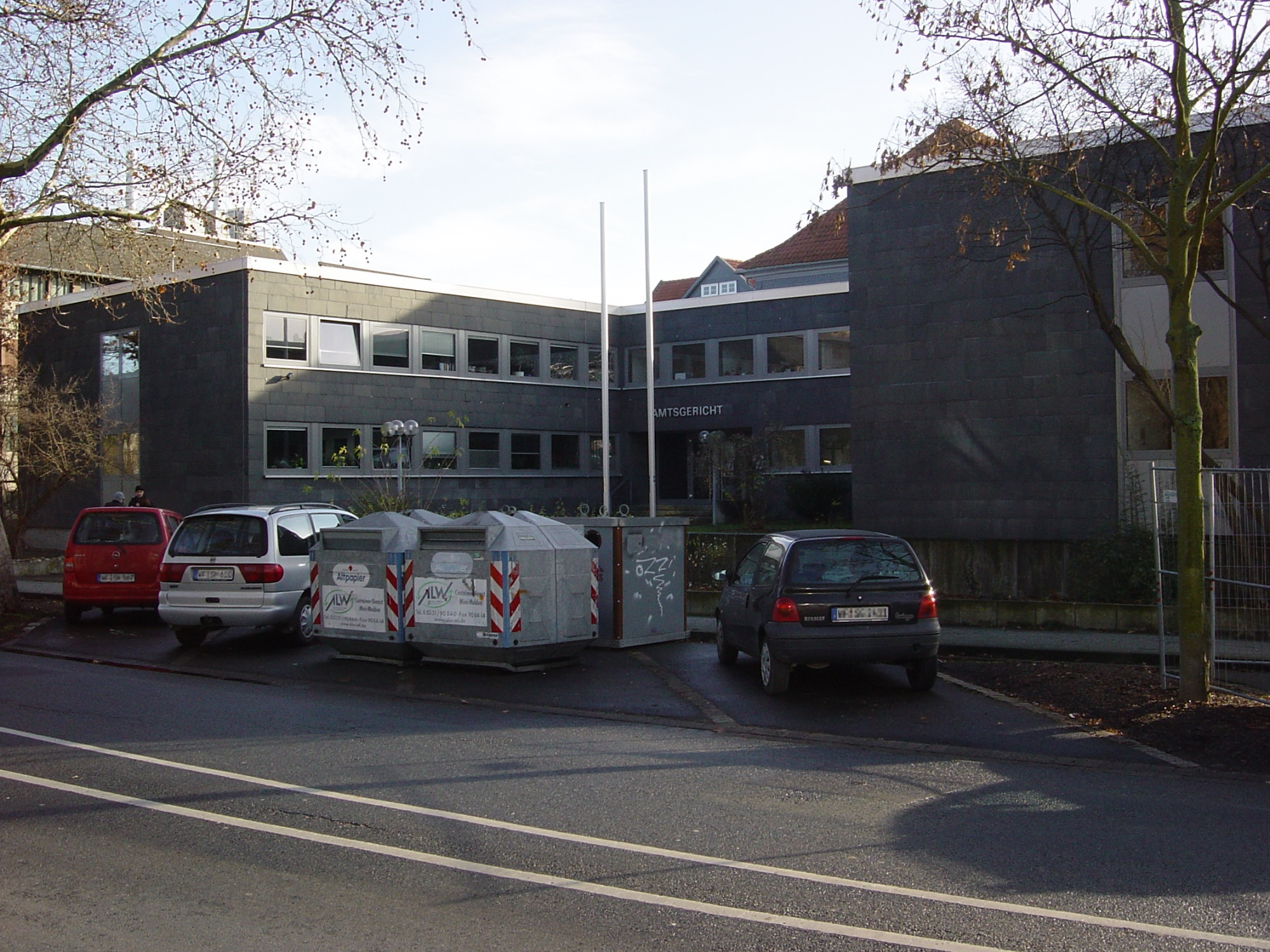
Amtsgericht Wolfenbüttel

Das Amtsgericht Wolfenbüttel ist eines von neun Amtsgerichten im Landgerichtsbezirk Braunschweig. Es hat seinen Sitz in Wolfenbüttel.
Das Amtsgericht hat insgesamt 68 Mitarbeiter, darunter zehn Richter und neun Rechtspfleger. Der Gerichtsbezirk des Amtsgerichts Wolfenbüttel umfasst die Stadt Wolfenbüttel, die Gemeinden Cremlingen und Schladen-Werla sowie die Samtgemeinden Elm-Asse, Sickte und Oderwald. Das Amtsgericht Wolfenbüttel hat somit etwa 115.000 Gerichtseingesessene. Übergeordnetes Gericht ist das Landgericht Braunschweig.

## Geschichte

### Von der Märzrevolution bis zu den Reichsjustizgesetzen
Im Herzogtum Braunschweig waren die Ämter gleichzeitig Verwaltungsbehörde als auch Eingangsgericht. In Wolfenbüttel bestand das Amt Wolfenbüttel. Im Rahmen der Märzrevolution wurde 1848 auch die Trennung der Rechtsprechung von der Verwaltung gefordert. Diese wurde mit dem Gesetz, die Gerichtsverfassung betreffend vom 21. August 1849 umgesetzt. Die Kreise waren nun reine Verwaltungsorgane, die Gerichtsfunktion wurde zum 1. Juli 1850 speziellen Gerichten übertragen. An der Spitze stand das Obergericht Braunschweig, darunter bestand ein Kreisgericht in jedem Kreis und die Eingangsgerichte wurden als Stadt- bzw. Amtsgericht bezeichnet. Für den Landkreis Wolfenbüttel entstand so das Kreisgericht Wolfenbüttel und darunter das Stadtgericht Wolfenbüttel.

### Ab 1879
Im Rahmen der Reichsjustizgesetze wurden reichsweit einheitlich Oberlandes-, Land- und Amtsgerichte gebildet. Im Herzogtum Braunschweig entstand so das Oberlandesgericht Braunschweig und die Landgerichte Braunschweig und Holzminden. Das Stadtgericht Wolfenbüttel wurde in das Amtsgericht Wolfenbüttel umgewandelt und war nun eines der 16 Amtsgerichte, die dem Landgericht Braunschweig zugeordnet waren. Am Gericht bestanden 1880 drei Richterstellen. Das Amtsgericht war damit ein größeres Amtsgericht im Landgerichtsbezirk. Es wurden 26.165 Gerichteingesessene gezählt.

## Gerichtsgebäude
Das bereits 1679 erbaute Gerichtsgebäude diente im 18. und 19. Jahrhundert überwiegend adligen Familien als Wohnhaus. Seit 1830 wurde das Gebäude ausschließlich von Juristen bewohnt. Am 27. Januar 1874 kaufte die Landesregierung des Herzogtums Braunschweig das Gebäude, um neue Diensträume für das Herzogliche Stadtgericht Wolfenbüttel zu beschaffen. Mit Inkrafttreten des Gerichtsverfassungsgesetzes von 1877 wurde das Stadtgericht zum heutigen Amtsgericht umgewandelt.